# إيلا هووبر
إيلا هووبر (بالإنجليزية: Ella Hooper)‏ هي مغنية ومغنية مؤلفة أسترالية، ولدت في 30 يناير 1983.

## وصلات خارجية
- الموقع الرسمي
- إيلا هووبر على موقع IMDb (الإنجليزية)
- إيلا هووبر على موقع ميوزك برينز (الإنجليزية)
- إيلا هووبر على موقع ديسكوغز (الإنجليزية)
- إيلا هووبر على موقع قاعدة بيانات الفيلم (الإنجليزية)